# Partido Socialdemócrata (Chile)
Partido Socialdemócrata (PSD) fue un partido político chileno que tuvo existencia legal entre 1988 y 1990 bajo el estado de "en formación".

## Historia
En 1988 el Partido Socialdemocracia Chilena (SDCH) —escisión centrista del Partido Radical— se dividió frente al plebiscito nacional de ese año que decidiría la continuidad o no de la dictadura de Augusto Pinochet; mientras que el Consejo General del SDCH decidió apoyar la opción «Sí» en el plebiscito, una parte del partido liderada por Eugenio Velasco rechazó esta idea y formó el Partido Social Democracia de Chile, que apoyó a la opción «No». Los militantes que estaban con la posición del Consejo General, liderados por Arturo Venegas, conformaron el "Partido Social Demócrata".
El partido se conformó oficialmente el 21 de octubre de 1988, y como agrupación en formación el 28 de noviembre de 1988, estableciendo que era «una colectividad integrada por personas procedentes de diversos medios sociales, de distintas creencias que coinciden en determinados principios morales y que, con idénticos objetivos políticos, aspiran a ejercer el poder para implantar un orden económico social capaz de asegurar la plena vigencia de la libertad política y la igualdad social». El 21 de junio de 1989 se reinscribió como "Partido Socialdemócrata". Integró la coalición Alianza de Centro junto a la Democracia Radical, Avanzada Nacional y movimientos independientes.
El 24 de octubre de 1988 fundó la Alianza Unitaria Nacional (AUN) junto a Avanzada Nacional, el Partido del Sur, el Gran Frente Cívico de Chile, el Partido Liberal Demócrata, el Movimiento Independiente de Centro y Mujeres Independientes de Chile; dos días después formó junto al Partido Nacional por el Sí, la Democracia Radical, Avanzada Nacional, el Partido Democrático de Chile, el Partido Liberal Demócrata, el Centro Democrático Libre, los Comités Cívicos, el Gran Frente Cívico de Chile, el Movimiento de Independientes de Centro, el Frente Nacional de Profesionales e Intelectuales, y el Movimiento de Unidad Social Cristiana, la Confederación Democrática (CODE), de muy corta existencia y que desapareció en 1989 durante las negociaciones para las candidaturas parlamentarias de dicho año.
El partido finalmente fue disuelto por el Servicio Electoral el 27 de marzo de 1990, por no cumplir con los requisitos legales, y dos meses después gran parte de sus militantes se sumaron a la Democracia Nacional de Centro (DNC).